# Tenuipalpus leipoldti
Tenuipalpus leipoldti är en spindeldjursart som beskrevs av Meyer 1993. Tenuipalpus leipoldti ingår i släktet Tenuipalpus och familjen Tenuipalpidae. Inga underarter finns listade i Catalogue of Life.